# Haydamaky
 (décembre 2018).
Si vous disposez d'ouvrages ou d'articles de référence ou si vous connaissez des sites web de qualité traitant du thème abordé ici, merci de compléter l'article en donnant les références utiles à sa vérifiabilité et en les liant à la section « Notes et références ».
Haydamaky (en ukrainien: Гайдамаки) est un groupe de rock folklorique ukrainien formée en 1991. La musique de Haydamaky est inspirée par diverses musiques ethniques du monde entier et en particulier de diverses régions de l'Ukraine comme la Polésie, la Bucovine et la Transcarpatie. Le folklore roumain, la musique punk de Shane McGowan et le reggae de groupes comme Burning Spear et Black Uhuru ont également influencé la musique de Haydamaky.

## Historique
Les Haydamaky ont commencé leur carrière en 1991 peu après l'indépendance de l’Ukraine. Le groupe portait alors le nom de Aktus et jouait des concerts principalement au sein de la scène musicale underground de Kiev. Aktus se tourna peu à peu vers les sons reggae, ska, et vers la musique punk. Les membres du groupe ont également fait part de leur intérêt pour l'impact politique sur la société que la musique peut avoir. L'idée que grâce à la musique des changements sociétaux important pourrait être possible leur a donné un but dans leur recherche de styles musicaux. C’est cette recherche musicale qui est devenue la clé de leur création d'un style musical spécifiquement ukrainien. L'espoir de Haydamaky était alors de forger un style de musique populaire intrinsèquement ukrainien, qui utiliserait son propre patrimoine et ses traditions comme une source d'inspiration.
Avec l’arrivée du chanteur et joueur de sopilka Oleksandr Yarmola et de l’accordéoniste Ivan Lenyo, issus tous deux de la musique folklorique, le groupe de plus en plus incorporé de la musique traditionnelle ukrainienne dans ses compositions.
Au début des années 1990, Aktus multiplie les tournées en Europe. Contrairement aux groupes de musique ukrainiens les plus populaires du moment qui propagent une musique de style soviétique (Estrada), Aktus cherche à introduire des éléments de musique folklorique ukrainienne à travers un mélange interculturel incluant des sonorités reggae et ska.
Le label EMI records de Londres découvert le groupe à Kiev début 2001. Akta signe immédiatement. C’est à ce moment que le groupe réalise qu'il est temps d'établir un lien plus fort avec leur propre culture. Ils changent alors leur nom pour Haydamaky, en l'honneur de la rébellion haïdamak contre la noblesse polonaise (szlachta au XVIIIe siècle).
Au cours des dernières années, le groupe a participé à divers festivals, entre autres : 
- FFT Rudolstadt en 2003 (Allemagne) ;
- Litoměřický Koren en 2002 et 2003 (République tchèque) ;
- Viljandi Folk en 2003 (Estonie) ;
- Sziget festival en 2009 à Budapest (Hongrie) ;
- festival Pohoda de 2001 et 2002 à Trenčín ;
- Huntenpop en 2008 (Pays-Bas) ;
- Tilburg Mundial en 2007 (Pays-Bas) ;
- Amsterdamm Racines en 2007 (Pays-Bas) ;
- Volt Festival en 2010 (Hongrie).

Haydamaky joue régulièrement dans divers club européens en Allemagne, en Estonie, Pologne, République tchèque, Slovaquie, Moscou et notamment en tant qu'invité spécial lors d'un concert d’Asian Dub Foundation à Bratislava, en Slovaquie.
En avril 2004, le groupe a sorti son deuxième album Bohuslav. Dans cet album, les influences de la musique folklorique ukrainienne sont plus profondément marquées. Le groupe a notamment invité le violoniste Vasyl Hekker qui est parfois considéré comme une autorité concernant le violon folklorique ukrainien. Le bandouriste et guitariste Jurij Fedynskyj a déménagé de New York à Kiev pour rejoindre l'ensemble. Le bandouriste ukrainien freestyle Roman Hrynkiv a également contribué à l’album. Deux jeunes filles de chœur authentique ukrainien « Bozhychi » : Natalia Serbina et Masha Firsova se sont jointes au pprojet. Elles réalisent les chœurs sur la plupart des chansons de l'album. En juin 2004 Haydamaky réalise une importante tournée de concerts, qui commence par à « Mazepa Fest » (Poltava, Ukraine) et se poursuit en Estonie, Pologne, République tchèque, la Slovaquie et la Roumanie.
En octobre 2006 à l'Expo Womex World Music à Séville en Espagne, Haydamaky publie un CD intitulé Ukraine Calling chez Eastblok Music et rentre dans le top vingt des World Music Charts en Europe.
Moins d'un an et demi plus tard, le CD Kobzar est publié chez EMI/Eastblok Music, et atteint la septième place en mars 2008 des Charts World Music Europe. En 2008 l’album Voo Voo i Haydamaky enregistré en collaboration avec le groupe de rock polonais Voo Voo est très remarqué en Pologne. Depuis, le groupe est constamment en tournée. En 2012 Haydamaky enregistrent un nouvel album.
Les membres de la bande à l'heure actuelle sont :
- Oleksander Iarmola : chant, paroles ;
- Andrij Slepcow : guitare ;
- Dmytro Kirichok : basse ;
- Dmytro Kushnir : batterie ;
- Romain Dubonos : trompette ;
- Maksym Boyko : trombone.

Les anciens membres sont :
- Ruslan Ovras tambours (2001-2009) ;
- Ruslan Troshchynsky : trombone (2001-2004) ;
- Ivan Leno : accordéon, cymbales, chants (2001-2012) ;
- Volodymyr Sherstiuk : basse, guimbarde (2001-2012) ;
- Wlad Pawlow : guitare (2001-2002) ;
- Wlad Grymalskyj : midi (2001-2004) ;
- Oleksandr Demyanenko : guitare, mandoline (2002-2012) ;
- Eugène Didyk : trompette (2004-2009) ;
- Sergij Brawarniuk : percussion (2004-2006) ;
- Oleksandr Charkin : trombone (2008-2012) ;
- Sergii Soloviy : trompette (2009-2012) ;
- Sergii Borysenko : tambours (2009-2012).

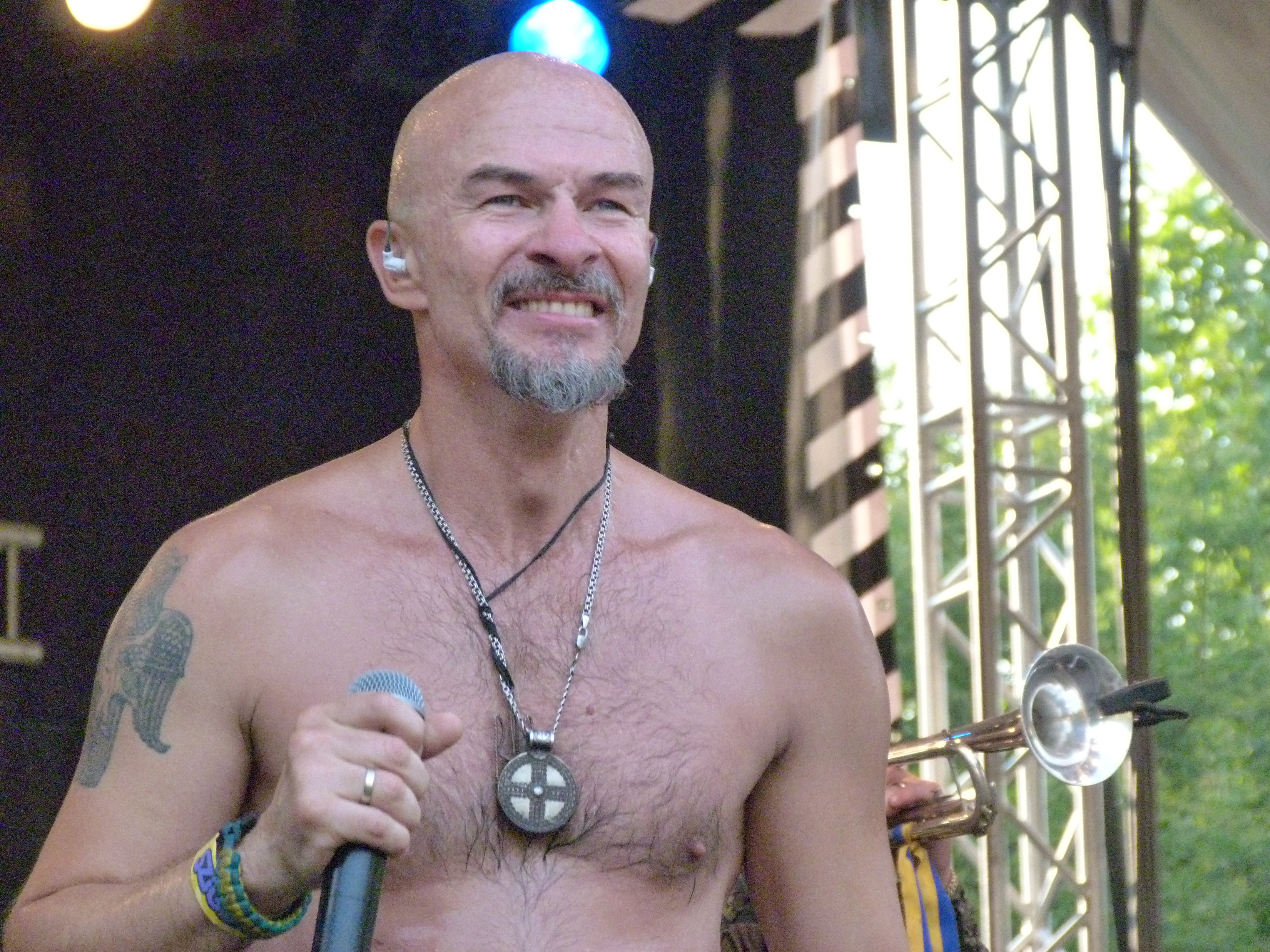
Haydamaky au Sziget Festival 2015.
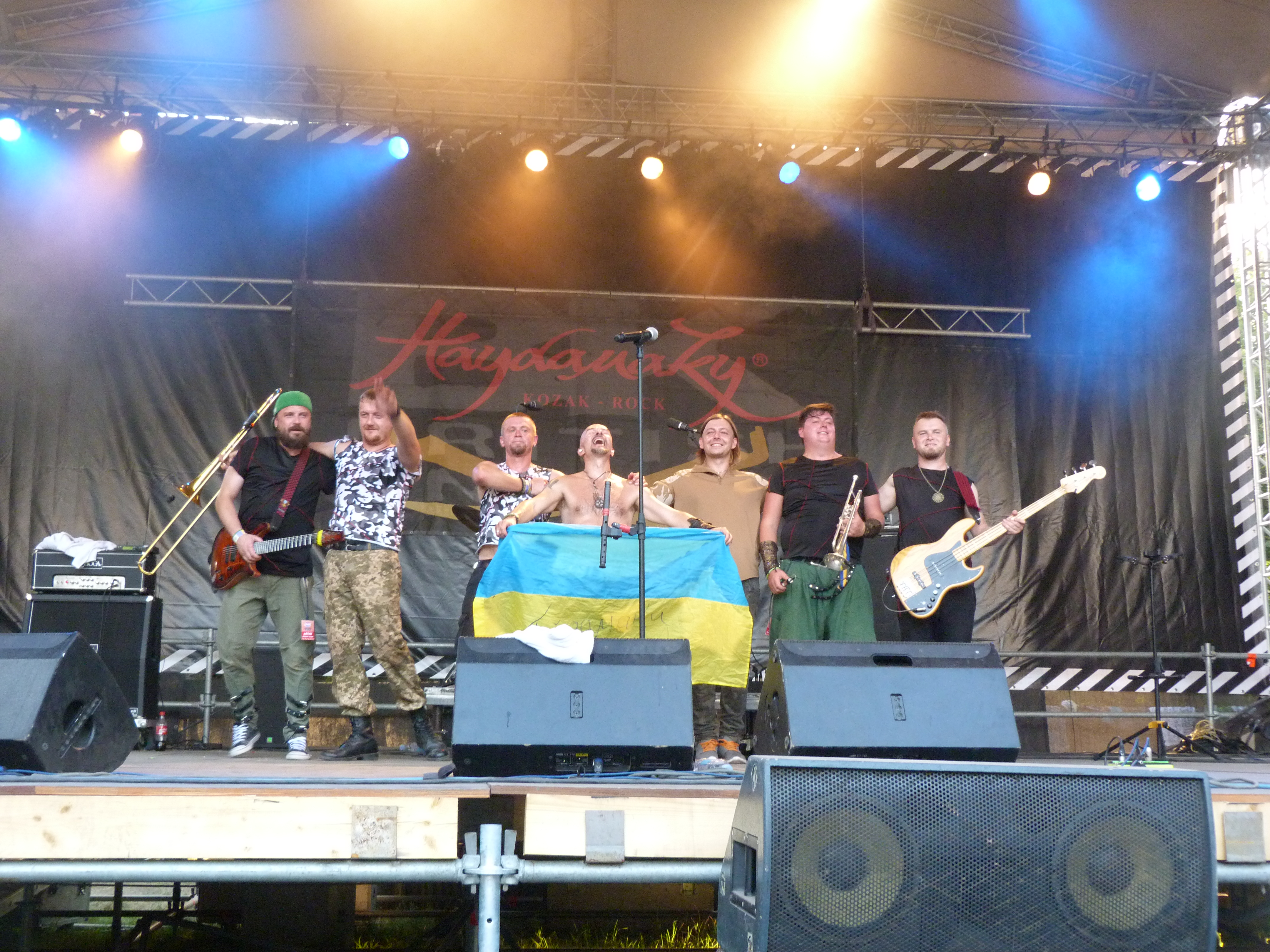
Haydamaky au Sziget Festival 2015.
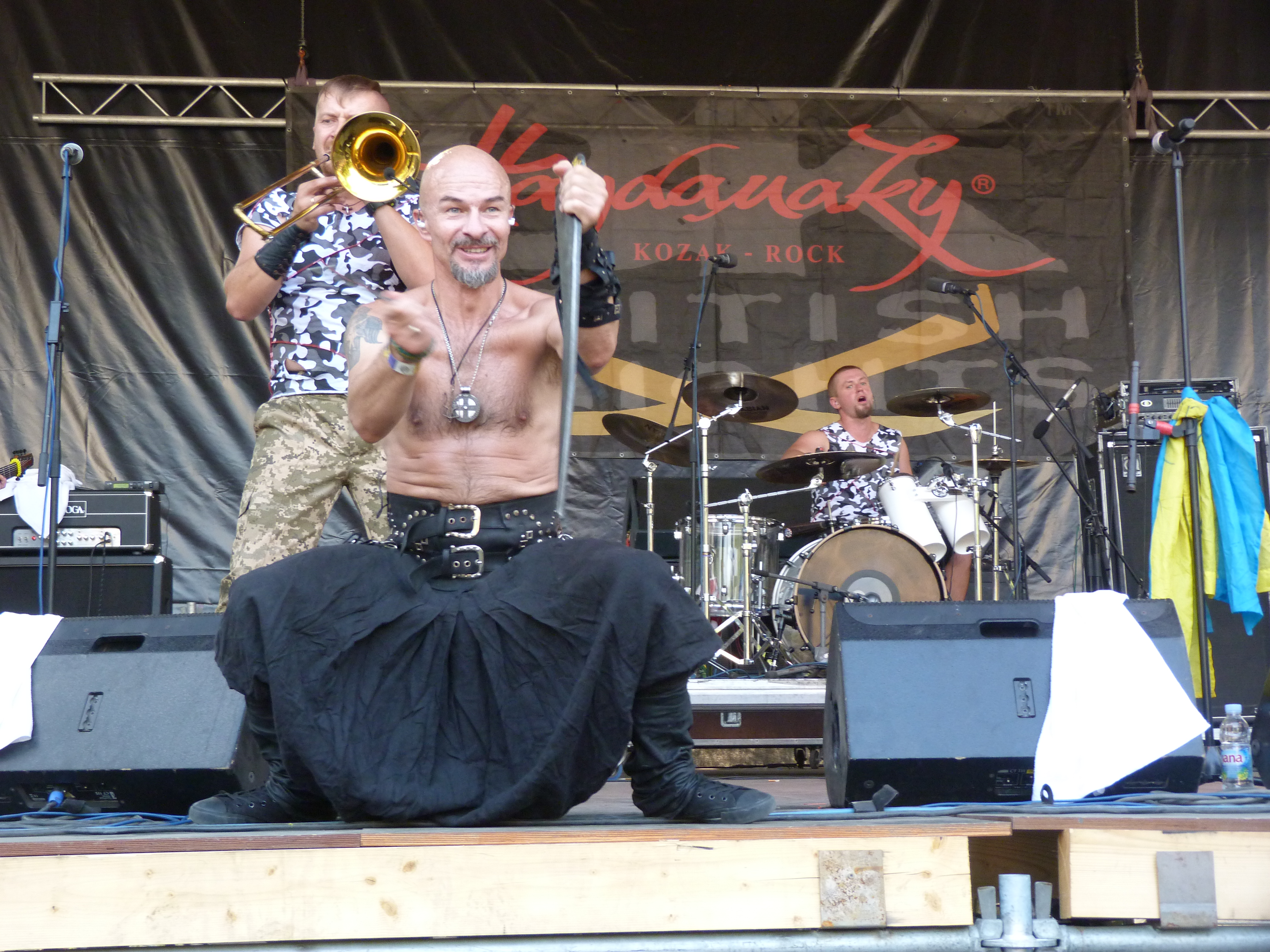
Haydamaky au Sziget Festival 2015.

## Albums
- 2002 : Haydamaky (Гайдамаки, COMP Music/EMI).
- 2004 : Bohuslav (Богуслав, COMP Music/EMI).
- 2005 : Perverziya (Перверзія, COMP Music/EMI).
- 2006 : Ukraine Calling (Eastblok Musique, Allemagne).
- 2008 : Kobzar (Кобзар, Eastblok Musique, Allemagne).
- 2008 : Haydamaky Kobzar-Prolog (AntenaKrzyku/Lou&RockedBoys, Pologne).
- 2009 : Voo Voo i Haydamaky (AGORA/KitonArt, Pologne).
- 2012 : No more Peace (Lou & Bercé Garçons, Pologne).